# Louis und seine außerirdischen Kohlköpfe
Louis und seine außerirdischen Kohlköpfe (Originaltitel: La soupe aux choux, deutsch: „Die Kohlsuppe“) ist eine französische Filmkomödie mit Louis de Funès aus dem Jahr 1981. Er basiert auf dem Roman La Soupe aux choux von René Fallet.

## Handlung
Bauer Claude Ratinier und sein buckliger Nachbar Francis Chérasse haben nicht mehr viel vom Leben zu erwarten. Im Wesentlichen vertreiben die beiden sich die Zeit auf ihrem abseits vom Weiler Les Gourdiflots gelegenen Bauernhof mit exzessivem Trinken von Wein und Pernod sowie dem Essen selbstgekochter Kohlsuppe und erfreuen sich im Alkoholrausch an den durch die Kohlsuppe verursachten Blähungen. Eines Tages werden diese  Blähungen von einem vorbeifliegenden Raumschiff aufgefangen. Kurze Zeit später steht ein Außerirdischer vor Claudes Tür. Der hat zunächst ein paar Verständigungsschwierigkeiten aufgrund der an einen Truthahn erinnernden Sprache des Außerirdischen, erkennt aber schnell, dass dieser an der Kohlsuppe interessiert ist und serviert ihm umgehend eine Portion.
Francis, der von dem seltsamen Besuch eine kurze Zeit paralysiert wurde, berichtet Claude danach von der Untertasse, kann aber keine Beweise finden und wird von Claude veralbert. Deshalb geht er am nächsten Tag zur Polizei. Da man ihm dort nicht glaubt und er im Dorf von allen verspottet wird, geht er wieder zurück zum Hof. Dort tröstet ihn Claude liebevoll und ermuntert ihn zur Verbesserung seiner Laune ein wenig zu furzen. Nachdem Claude vorgelegt hat, lässt Francis durch seine Blähungen die Äpfel vom Baum fallen und sich umgehend von Claude mit Schmerzen im Hinterteil ins Bett bringen. 
Kurze Zeit später landet der Außerirdische auf dem Hof, wird von Claude zur Tür herein gebeten und beherrscht zu Claudes Erstaunen die menschliche Sprache. Er berichtet, dass die Suppe gut ist, aber noch genauer untersucht werden muss. Dann entdeckt er ein Photo von Claudes verstorbener Frau und erhält auf Anfrage eine ihrer Locken und eine Goldmünze. 
Allerdings ahnt Claude nichts von den Fähigkeiten des Außerirdischen. Er reproduziert mit der Locke die vor zehn Jahren verstorbene Gattin Francine. Allerdings richtet sich der Außerirdische nach einem Bild, auf dem Francine etwa 20 Jahre alt ist. So folgt der ersten Freude schnell die Ernüchterung, als Claude feststellen muss, dass die bildhübsche junge Frau nur an seinem Geld interessiert ist. 
Francine gesteht Claude im Streit ums Geld, dass sie ein Verhältnis mit Francis hatte, während Claude in Kriegsgefangenschaft war. Claude stellt seinen Nachbarn Francis wütend zur Rede, beruhigt sich jedoch gleich wieder, um mit ihm zu trinken. 
Francine beschließt, ihr zweites Leben zu genießen. Nachdem sie in der Stadt zeitgemäße Kleidung gekauft und einen jungen Mann kennengelernt hat, entscheidet sie sich, mit ihm nach Paris zu gehen, um dort Arbeit zu finden und glücklich zu werden. Sie verabschiedet sich von Claude, welcher sie schweren Herzens ziehen lässt.
Weit erfreulicher erweist sich die Leihgabe der Louis-d’or-Münze, die durch tausendfache Vervielfältigung Claude zu einem reichen Mann macht. 
Kummer macht ihm hingegen der Bürgermeister von Gourdiflot. Er will das Gehöft für billiges Geld kaufen und wird von den beiden davongejagt. 
Nachdem um das Gehöft herum Neubauten und ein Freizeitpark errichtet wurde und damit die idyllische Ruhe vorbei ist, sieht Claude die Chance gekommen, den Buckligen vom Vorschlag des Außerirdischen zu überzeugen, mit ihm auf den Planeten Oxo umzusiedeln, um so 200 Jahre alt zu werden. Bevor der Außerirdische mit seiner Untertasse in Begleitung eines riesigen Raumschiffes auftaucht, das mit Greifern das Gehöft mit dem umgebenden Untergrund anhebt und aufnimmt, gibt Claude für seine von den Toten auferstandene Frau noch ein Paket auf. Es enthält die vervielfältigten Goldmünzen, die Claude auf Oxo nicht mehr braucht. Der Film endet damit, dass die drei Wein trinkend in der Untertasse durch den Weltraum fliegen.

## Hintergrund

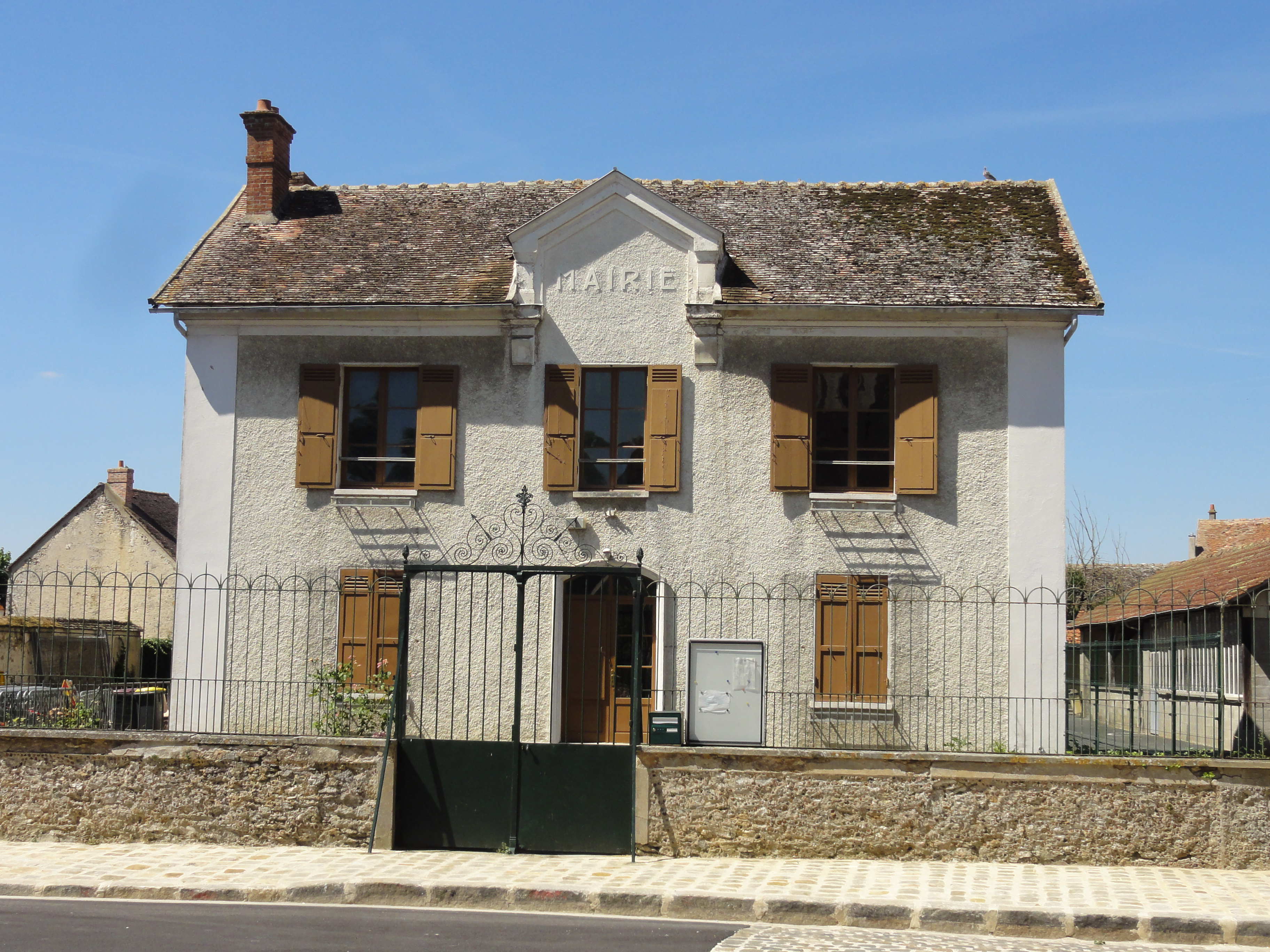
Das alte Rathaus von Champeaux wurde für den Film zur Gendarmerie

- Der Film spielt in der Gemeinde Jaligny-sur-Besbre im Département Allier in der Auvergne, dort wurden auch einige Szenen gedreht. In und um Champeaux, (Département Seine-et-Marne) wurden die meisten Szenen gedreht. Die dort zu findenden damaligen Drehorte sind das Hotel de France, Gendarmerie, Post, Metzgerei, Bäckerei/Bekleidungsgeschäft und Marktplatz. Den Ort der Haupthandlung, der im Film Les Gourdiflots heißt, gibt es wirklich. Es ist der ca. vier Kilometer südöstlich von Champeaux gelegene Weiler Les Trayants.[1] Die Gebäude hatten 1981 zwar genau den gesuchten morbiden Charme, da sie längst unbewohnt waren, aber ihr Verfall ist mittlerweile so fortgeschritten, dass man nur teilweise Szenen aus dem Film erkennt. Laut defunes.org wurden die Szenen der Hütten von Claude und Francis auf einem Feld nahe der Stadt Brie-Comte-Robert, südlich der Gemeinde Grisy-Suisnes gedreht.[1] „Drehortpilger“ haben hier allerdings Pech, da das Gehöft von Claude und Francis, einschließlich des Brunnens, ohnehin dort gebaute Kulissen aus Holz waren, die nach den Dreharbeiten wieder abgebaut wurden. Einzig ein von Büschen teilweise zugewucherter enorm großer Betonklotz, damals Halterung für den Kamerakran, zeugt noch von den Dreharbeiten.
- In der französischen Fassung des Filmes gibt es eine achtminütige Szene, in der Francis Chérasse versucht sich zu erhängen. Diese Szene war in der deutschen Fassung oft herausgekürzt. In einer DVD-Auflage war die Szene als Bonusmaterial enthalten. In einer DVD-Neuauflage von Kinowelt vom Januar 2011 ist die komplette Szene in den Film integriert und deutsch untertitelt  worden. Für die Ausstrahlung im KiKA wurde der Film um weitere drei Minuten gekürzt.
- Die deutsche Kinopremiere war am 26. März 1982.[2]
- Das Akkordeonstück, das „der Bucklige“ Francis kurz vor der Landung des Raumschiffes spielt, ist der Walzer La Valse brune.[3]
- Die Standuhr im Haus von Claude zeigt im gesamten Film ca. fünf Minuten vor fünf Uhr an.
- In dem Song Spaceman der deutschen Metalcore-Band Electric Callboy, der sich auf dem Album Tekkno von 2022 befindet, erwähnt die Band die Filmkomödie.

## Deutsche Synchronfassung
- Dialogbuch und Dialogregie: Rainer Brandt[4]

| Darsteller       | Sprecher            | Rolle               |
| ---------------- | ------------------- | ------------------- |
| Louis de Funès   | Peter Schiff        | Claude Ratinier     |
| Jean Carmet      | Herbert Stass       | Francis Chérasse    |
| Jacques Villeret | Joachim Tennstedt   | Außerirdischer Anm. |
| Christine Dejoux | Andrea Heuer        | Francine            |
| Marco Perrin     | Wolfgang Völz       | Bürgermeister Anm.  |
| Henri Génès      | Heinz Theo Branding | Polizist Anm.       |
| Claude Gensac    | Margot Rothweiler   | Amélie Poulangeard  |

## Kritiken
„Die Komik des Films hält sich wegen einiger Mißgriffe kaum im Rahmen der übrigen De-Funès-Filme.“

„SF-Klamauk, der manchen Einblick in die Besonderheiten französischen Provinzlebens freigibt.“

„Deftiges Alterswerk, wieder um den Selbstmordversuch gekürzt.“

„Intergalaktische Lachmuskel-Attacke.“

## DVD-Veröffentlichungen
- Louis und seine außerirdischen Kohlköpfe. Ufa 2004
- Louis de Funès DVD Collection Box No. 1. Kinowelt 2004
- Louis und seine außerirdischen Kohlköpfe. Universum Film 2004, Kinowelt 2011

## Filmmusik
Die Filmmusik komponierte Raymond Lefèvre. Der im Jahr 1981 von Riviera LM Recording System auf CD veröffentlichte Soundtrack (OST) zum Film umfasst 2 Stücke. Der am 2. Januar 1998 von Playtime auf CD veröffentlichte Soundtrack zum Film umfasst 4 Stücke.
Titelliste des Soundtracks (OST) von Riviera LM Recording System (1981)
1. La Soupe aux choux (Générique)
2. Oxo la terre

Titelliste des Soundtracks von Playtime (1998)
1. La soupe aux choux (Générique) – 1:30
2. Oxo la terre – 2:50
3. Solitude – 2:05
4. La soupe aux choux (Final) – 2:47